# Mátraverebély-Szentkút Nemzeti Kegyhely

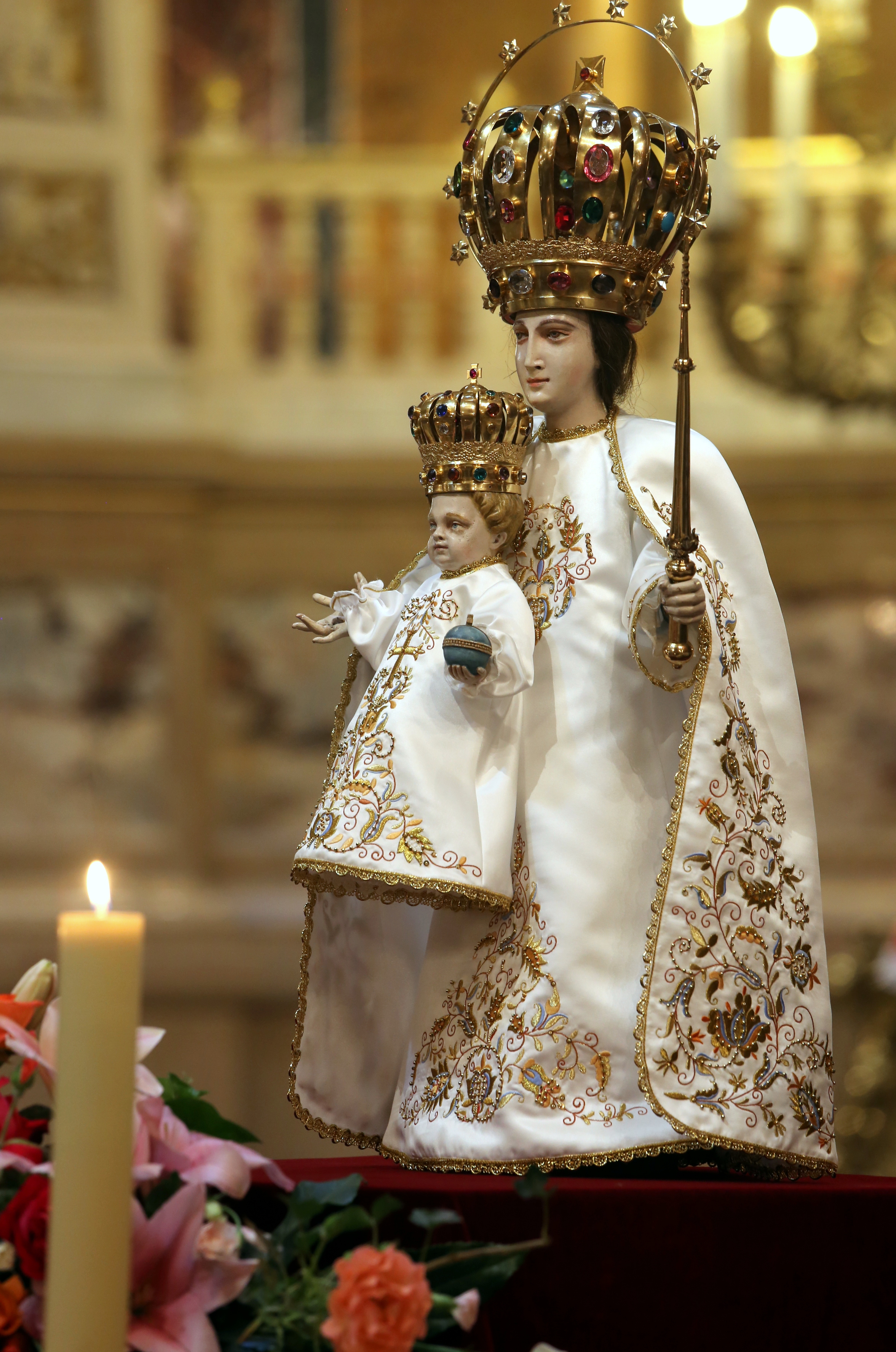
A Szentkúti Nagyboldogasszony-templomban található öltöztethető kegyszobor

Mátraverebély-Szentkút Nemzeti Kegyhely Mátraverebély település határában található, ferencesek által vezetett katolikus búcsújáróhely, Mária-kegyhely a Váci egyházmegyében, amely a 2015-ben megújult szabadtéri misézőhellyel, zarándokházzal és a Szent László-forrás vadregényes parkjával várja a magyar és külföldi zarándokokat.

## A kegyhely fekvése

### Földrajzi
Az északkelet-magyarországi régióban, Nógrád vármegyében, a Cserhát keleti részén, a Hatvan és Salgótarján között húzódó 21-es főút közelében található, mintegy száz kilométerre Budapesttől. A 21-esről Mátraverebély külterületén kell letérni a 21 143-as útra, majd az abból körülbelül két kilométer után kiágazó, ugyancsak körülbelül két kilométeres hosszúságú 21 142-es út vezet a kegyhely zarándokparkolójáig.

### Lokális
Egy völgy torkolatában, erdővel körülvett területen fekszik. A kegyhely öt területi egységre bontható.
1. A legnagyobb területet felölelő tér egy minden oldalról emelkedővel körülvett katlanszerű tisztáson helyezkedik el. Itt találhatjuk a kutat, majd a tér másik oldalán lépcsőkkel övezve egy mesterséges barlangfülkéhez érkezhet a látogató.
2. A Szentkúti Nagyboldogasszony-templom basilica minor kegytemplom.
3. Ferences rendház
4. A rendház előtti gyóntatóudvar
5. A völgyben található Szent László-forrás és környezete, Szent László-szakadék, kálvária.

A kegyhelyet mai formájában az Almásy család építtette, amiről a falon elhelyezett felirat tanúskodik.

## A kegyhely története
A Szentkútra egyre növekvő számban érkező zarándokok miatt 1210-ben Verebélyen templomot emeltek, s innen indult körmenet a szentkúti völgy forrásához. 1258-ban a templom engedélyt kapott az apostoli Szentszéktől, hogy búcsújáró hely legyen. Az 1400-as években Magyarország egyik leglátogatottabb búcsújáróhelye volt. A 16. században a törökdúlás nyomán Verebély települést lerombolták, de 1650-60 között a gyöngyösi ferencesek engedélyt kaptak egy török basától, hogy búcsújárást tartsanak. 2000 óta a kegyszobrot öltöztetik. 2010 táján évente körülbelül 200 000 zarándok látogat ide. A Mátraverebély-Szentkúti Nemzeti Kegyhely megújulása miatt 2014-ben fél évig a budapesti Szent István-bazilika adott otthont a híres öltöztetős kegyszobornak. A Szent Szűz értékes szobra 2014. június 7-én pünkösdi szentmise keretében tért vissza a kegyhelyre.
2015. szeptember 5-én adták át a megújult kegyhelyet: a felújítás során törekedtek az egységes építészeti arculatra, illetve környezetkímélő üzemeltetési technológiákat építettek ki. Megszépült a kegytemplom, a rendház, a templomkert, a szabadtéri misézőhely, a zarándokház, új zarándokszállásokat és fogadóépületet hoztak létre, rendezték a szent kút környezetét. A megújult szabadtéri oltár mozaikkompozícióját a szlovén Marko Ivan Rupnik, jezsuita teológus, mozaikművész készítette. Az ünnepélyes átadáson Erdő Péter felszentelte a kültéri oltárt, s megáldotta az új létesítményeket.
2020-ban nagyszabású felújítás és bővítés indult a Mátra és Cserhát völgyében található kegyhelyen, melynek során 16 új apartmanház, egy 345 kW-os naperőmű, egy 456 férőhelyes urnatemető, valamint több játszótér, sportpálya és beltéri játszószoba épült. Emellett szelektív hulladékgyűjtőket helyeztek ki, megújult a parkoló, új utak létesültek, és 627 facsemetét ültettek el.

### Legendák és csodák

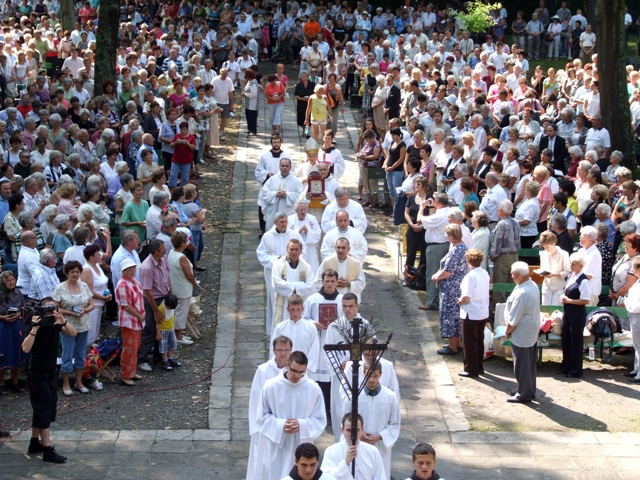
A főünnep augusztus 15-én a Nagyboldogasszony, amely Szűz Mária mennybemenetelének ünnepe

A legenda szerint, Szent László a kunok ellen harcolt (1091), azonban az ellenség bekerítette és egy völgybe szorult. A király egy szakadékot átugratván az első lópata földre érkezése alkalmával víz szivárgott ki a földből. A király bárdjával kiszélesítette, és forrás tört elő. Egy 1714-es irat szerint egy néma kisfiú vizet keresvén lemaradt apjától, amikor megjelent a Szűzanya neki és egy lópatkójú mélyedésre mutatott, ahol víz csillant fel. Szomját oltotta és apja után kiáltott – meggyógyult némaságából. Ennek okán 1195-ben Szentkút lett a neve, a helyet szentnek nyilvánítják. 1700-ban aranykereszt ragyogott fel a vízben. XI. Kelemen pápa kivizsgáltatta az eseteket, az azóta megtörtént gyógyulásokat, melyek valódiságát elfogadta. 1701-ben a hívők ezrei előtt jelent meg a Boldogságos Szűz, a trónján ülve és a kis Jézust tartva a karjaiban. 1714-től Lukovics Márton kisterenyei plébános feljegyzi a csodás eseteket.

## Ereklyék
- 2011-ben Szent II. János Pál pápa vérével átitatott textília ereklyével gazdagodott a kegyhely. Az ereklye emlékeztet a pápa merénylet kísérletre, amely fátimai Szűzanya ünnepén történt, és Vatikán összefüggésbe hozza a fátimai titkokkal. Az ereklye látható minden év február 2-án, július 1-jén és a Fátimában először megjelenő Szűzanya ünnepnapján május 13-án.

## Galéria

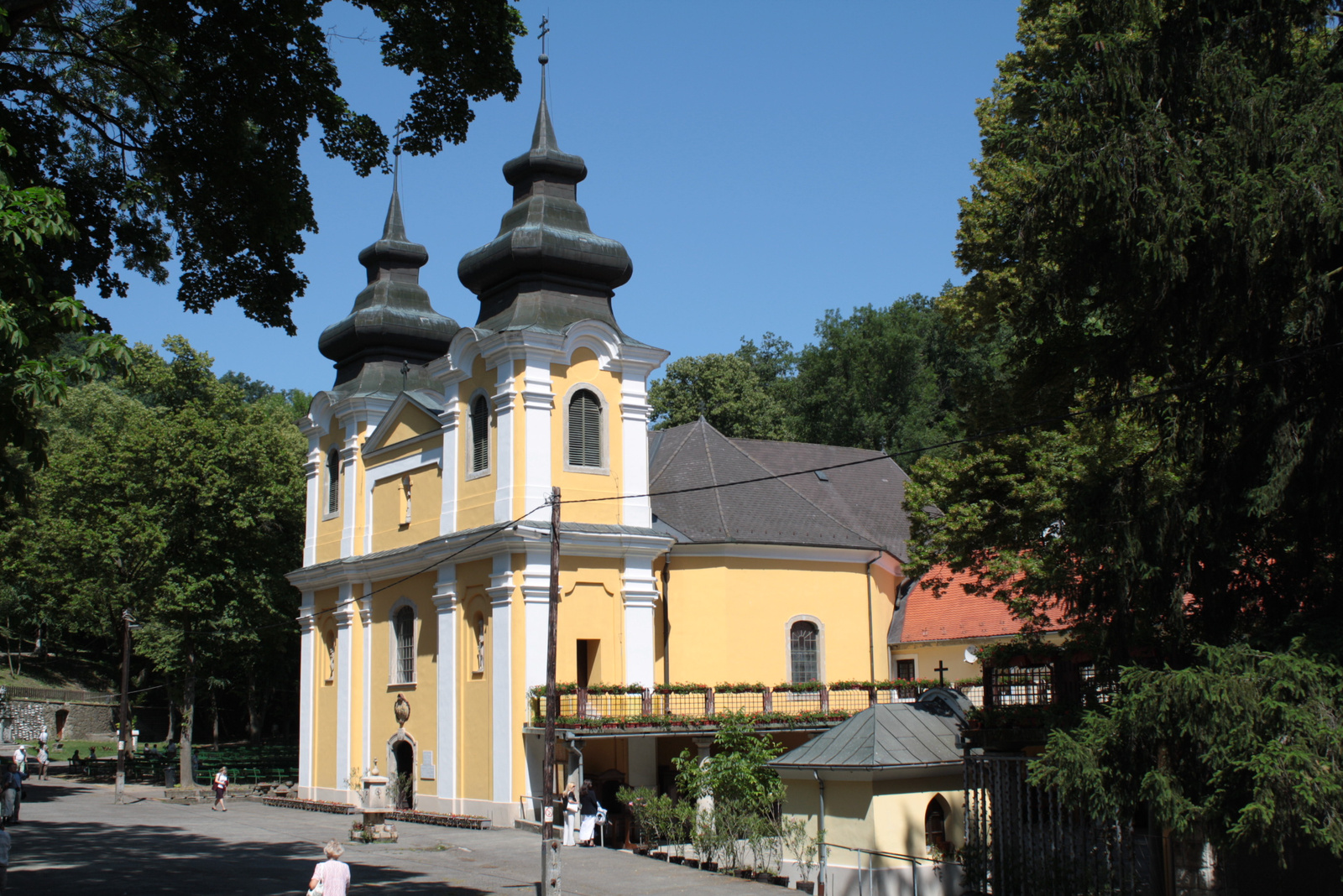
Szentkúti római katolikus templom (Nagyboldogasszony) (6722. számú műemlék)
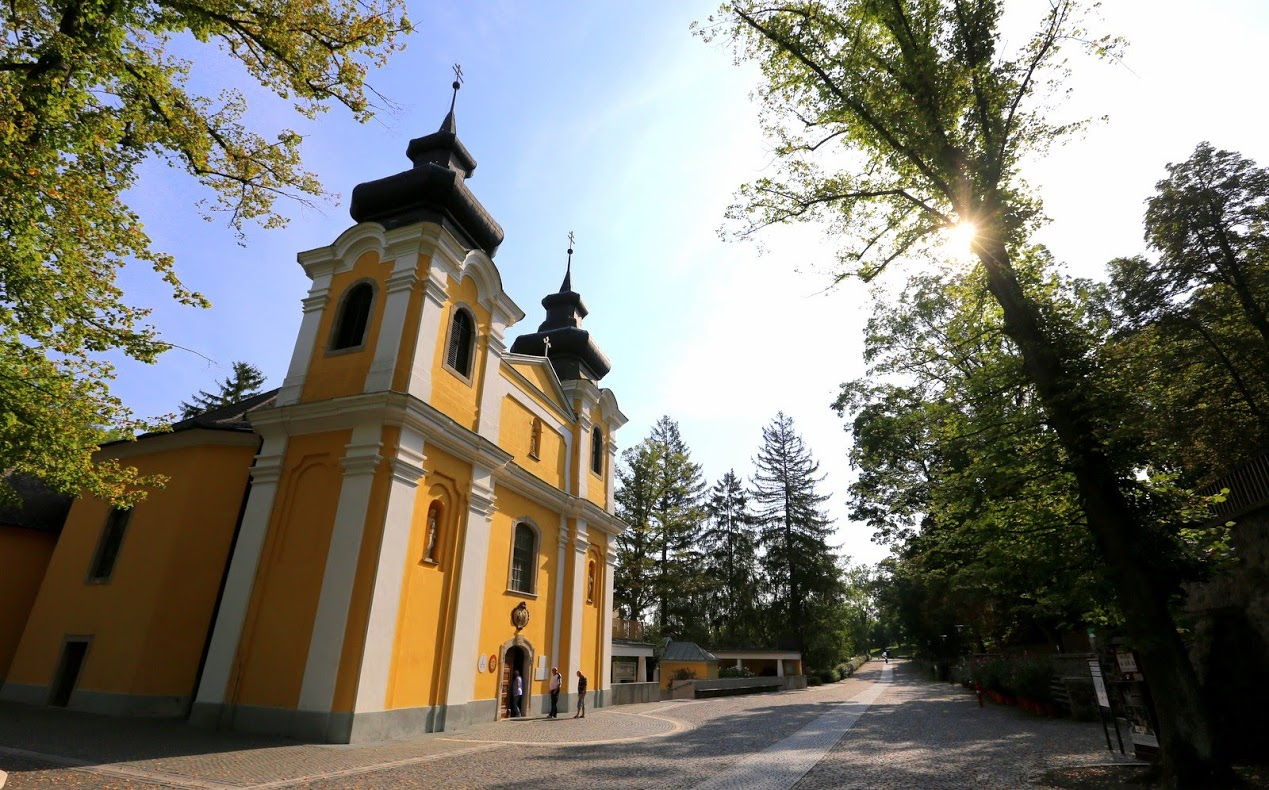
A Nagyboldogasszony kegytemplom
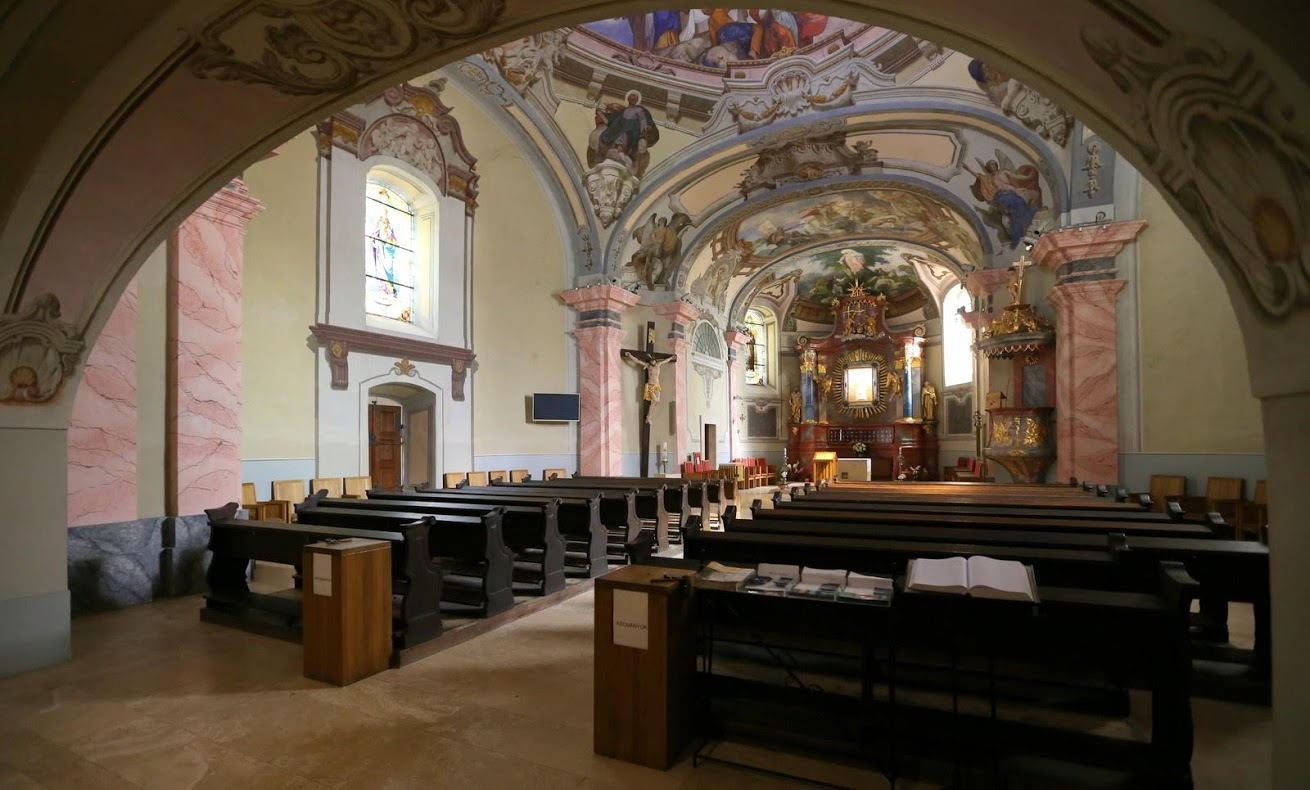
A kegytemplom
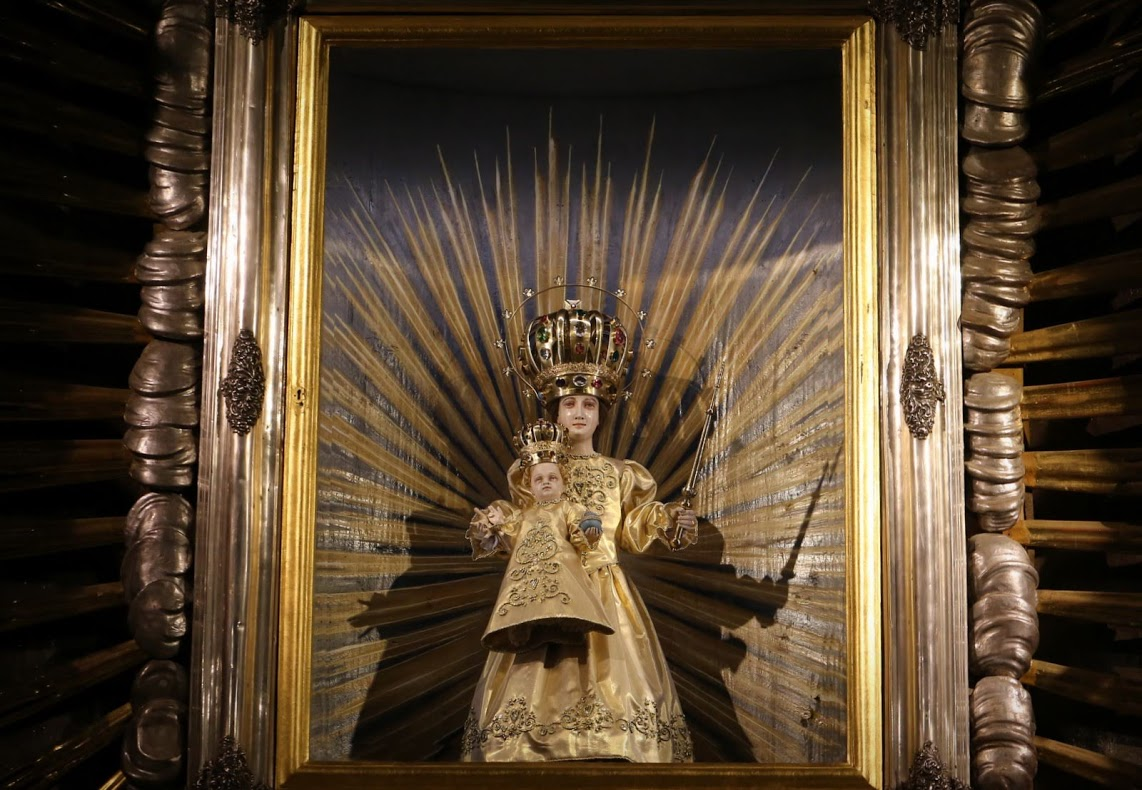
A kegyszobor
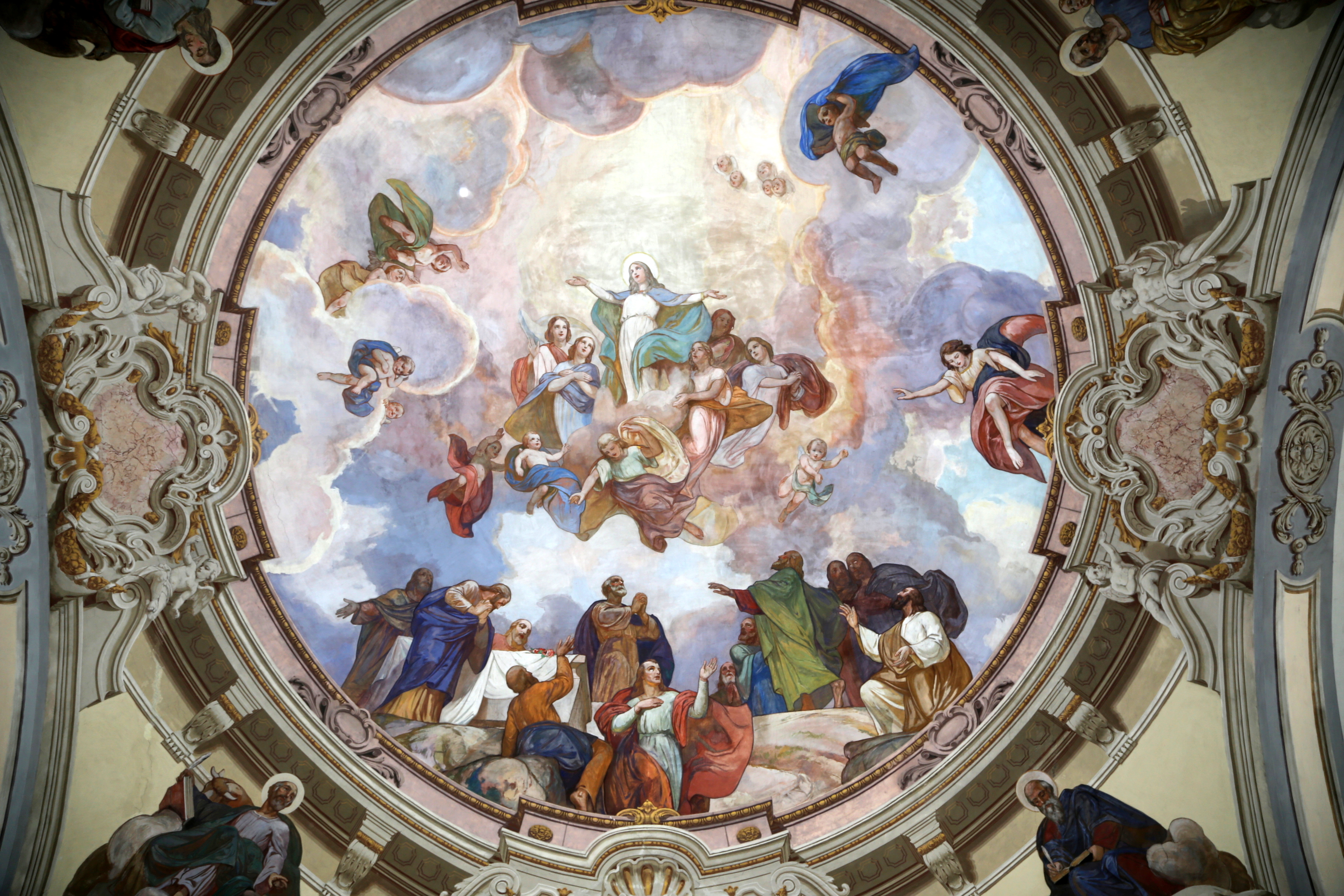
A bazilika mennyezeti freskója
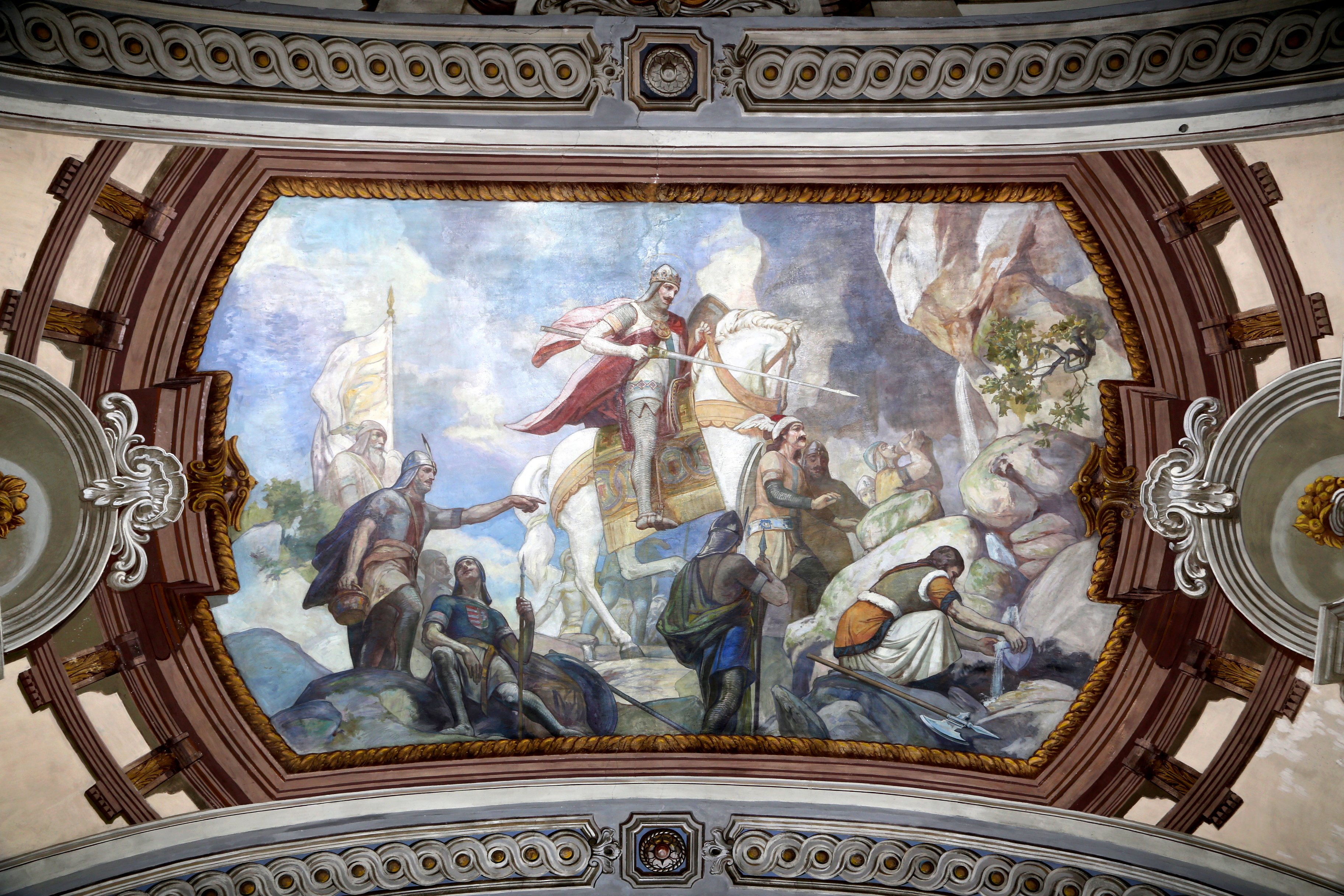
A bazilika mennyezeti freskója
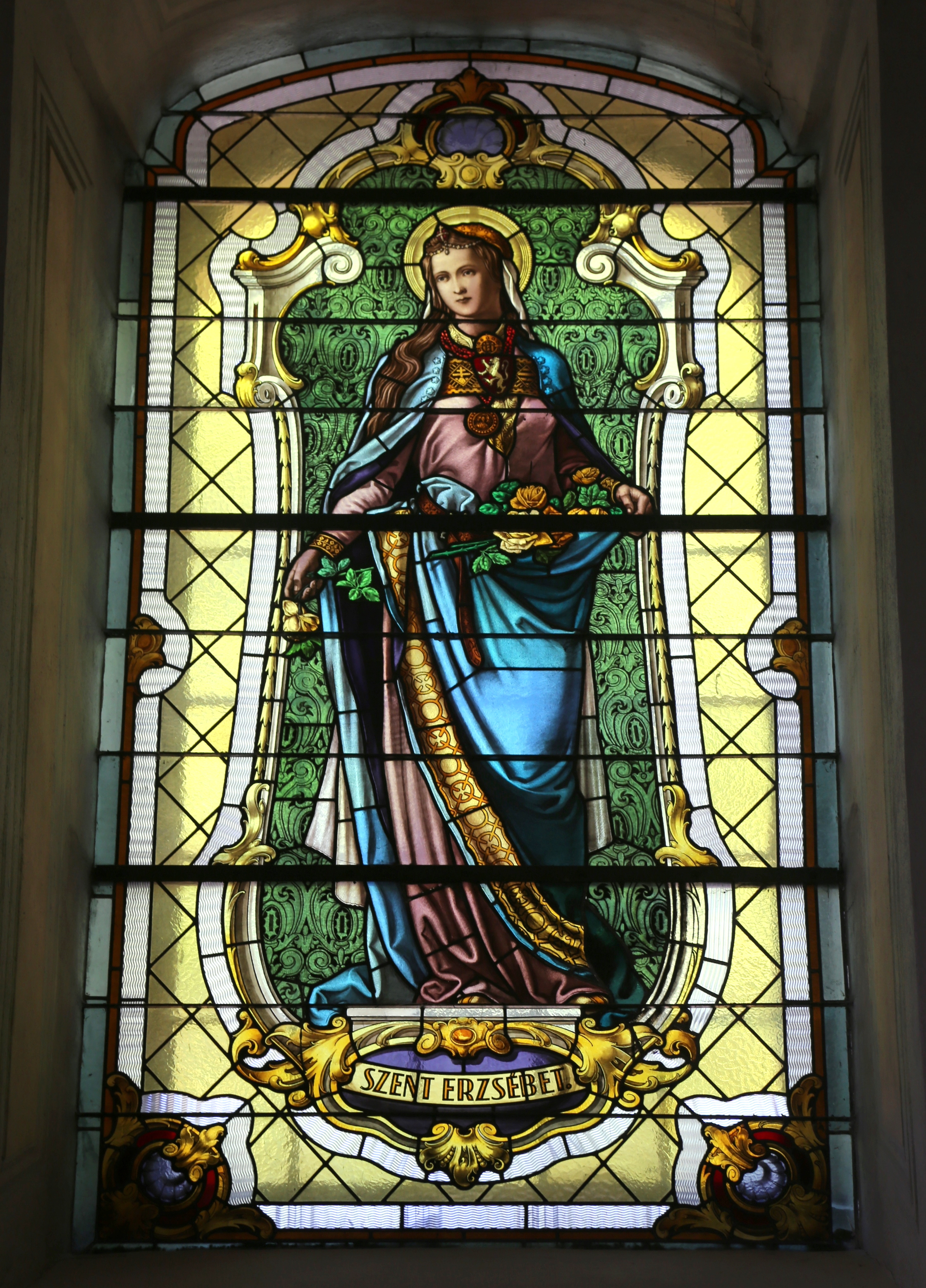
A bazilika színes üvegablaka
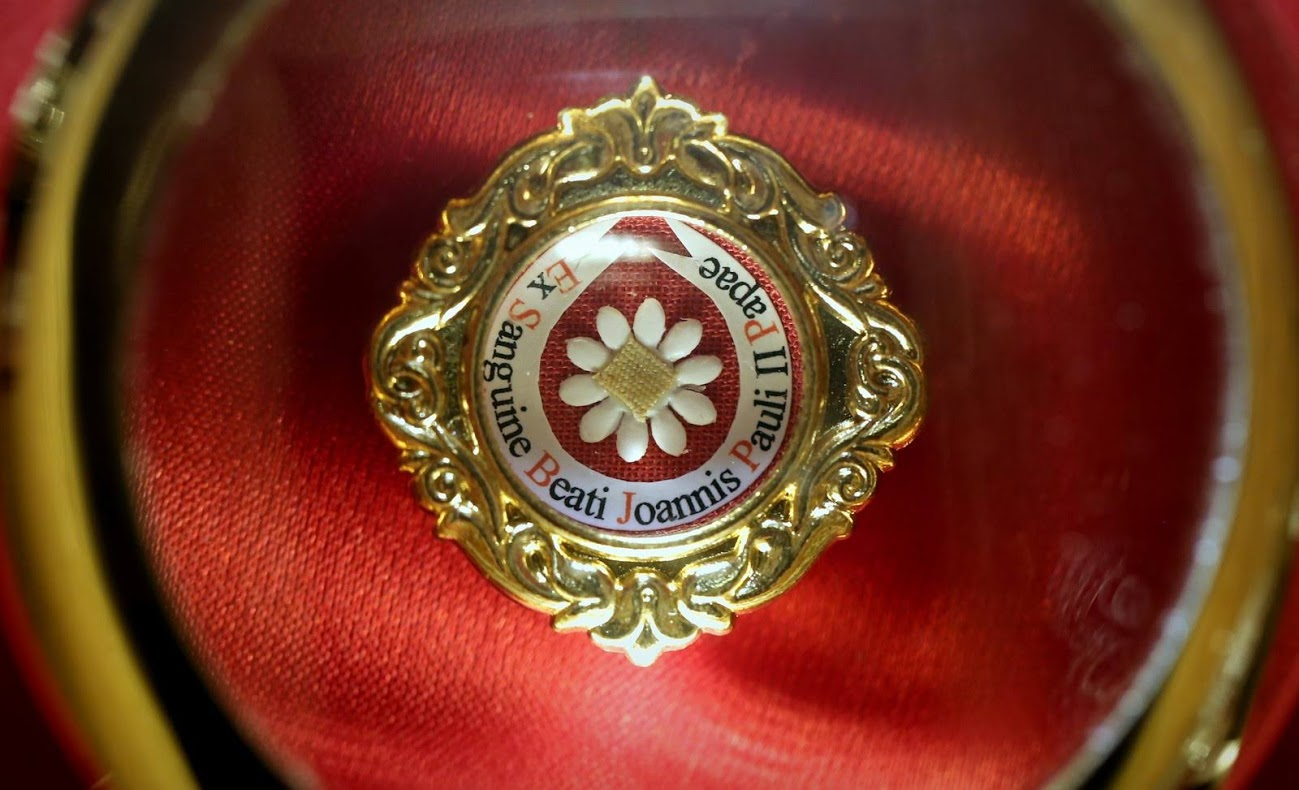
II. János Pál pápa ereklye
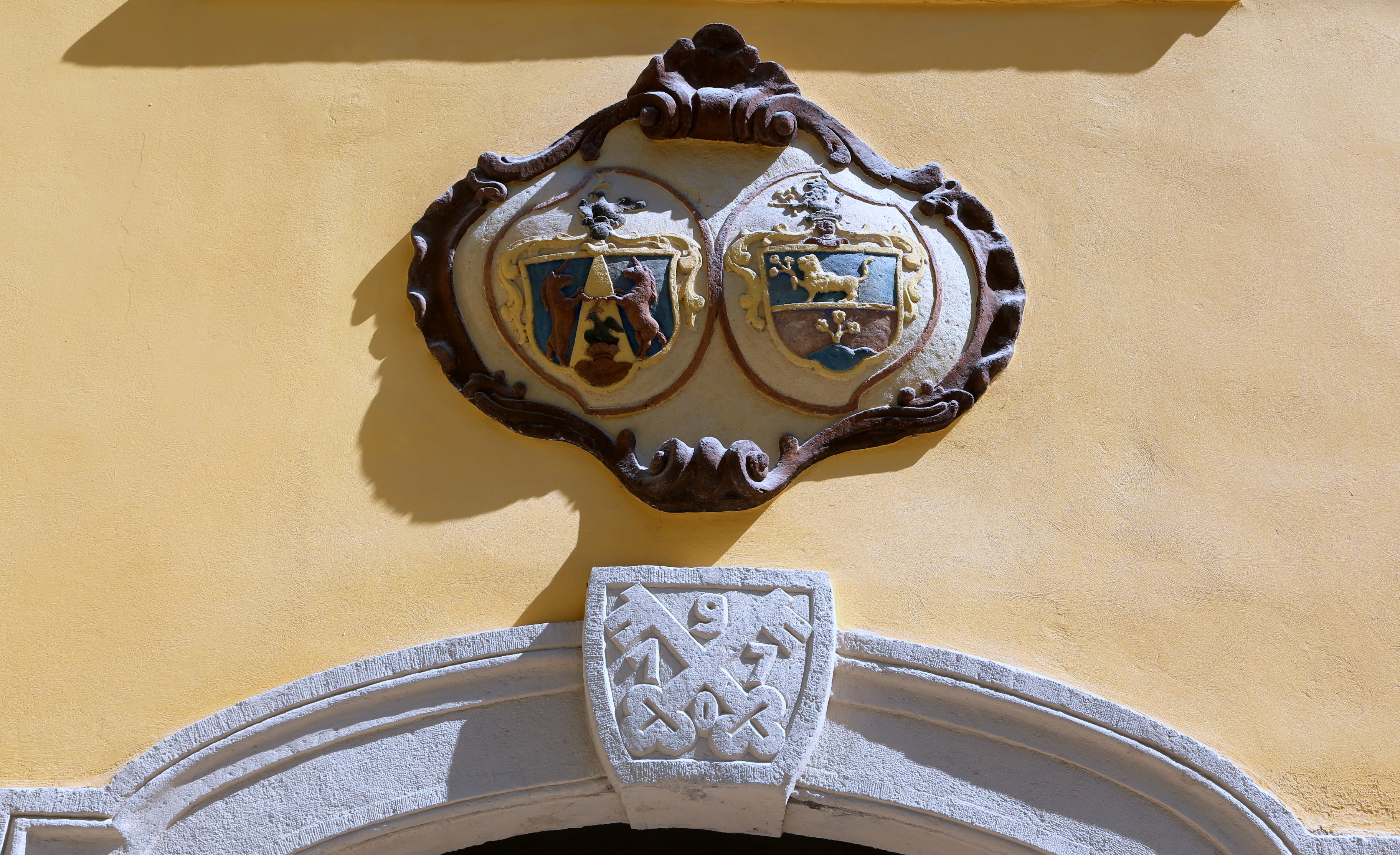
A főbejárat felett látható címerpajzsok
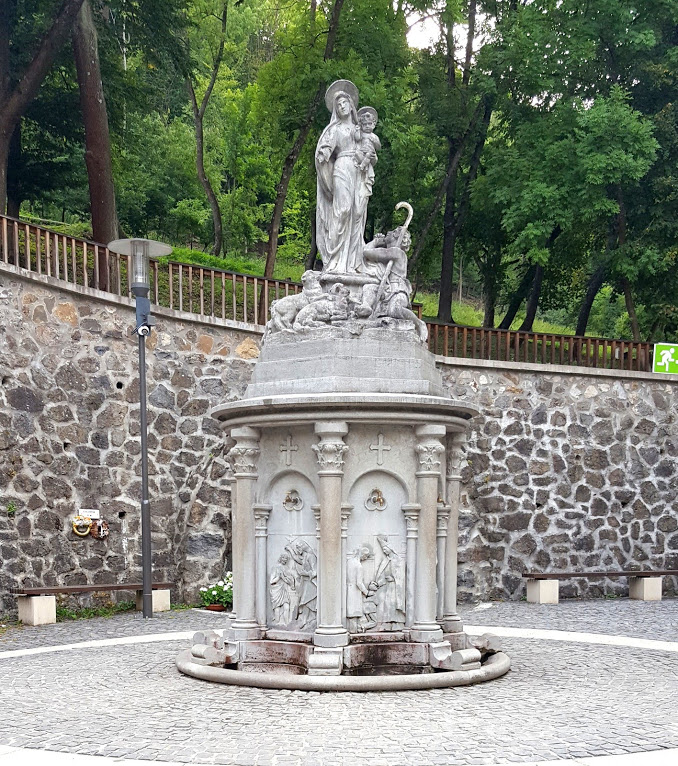
A forrás díszkútja
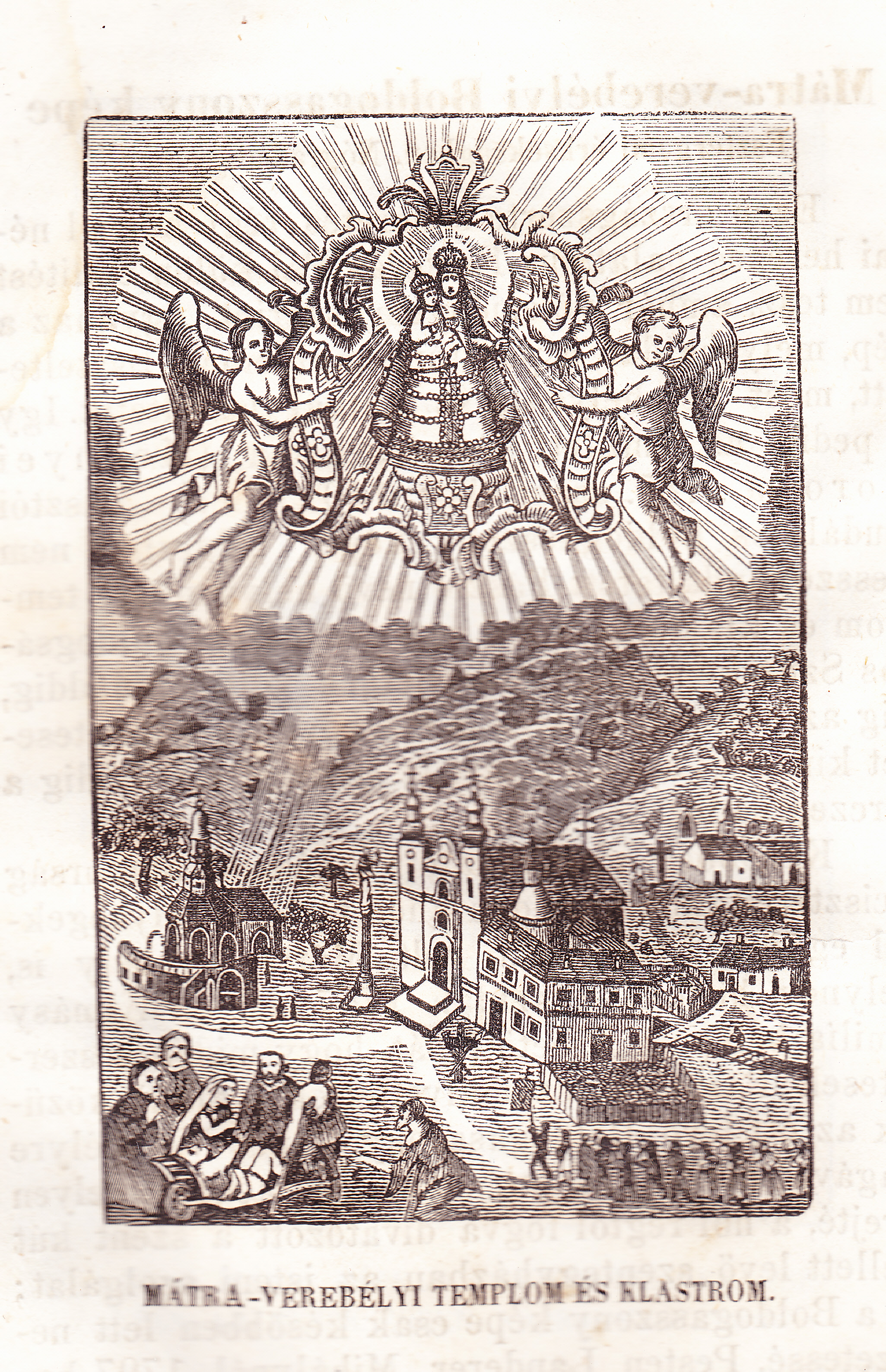
Grafika Jordánszky Elek könyvéből (1863)
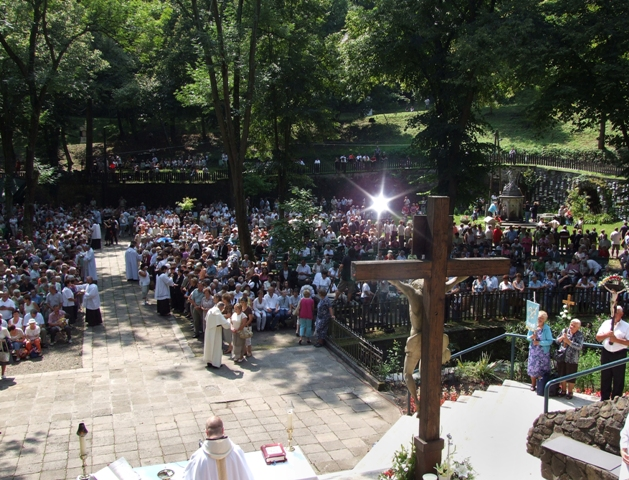
A zarándokokat ülőhelyek, és kiépített körülmények fogadják
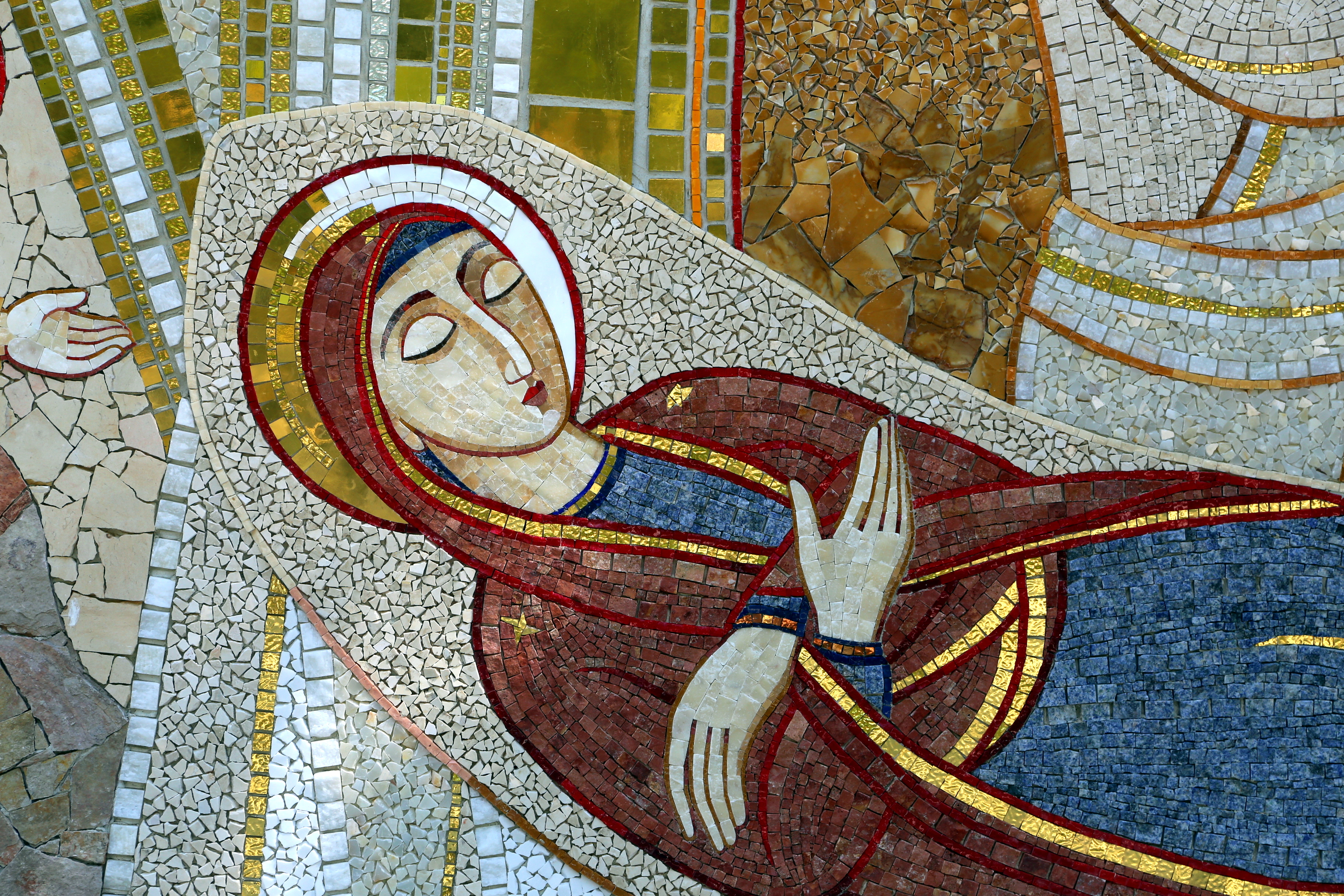
A szabadtéri oltár mozaik-részlete
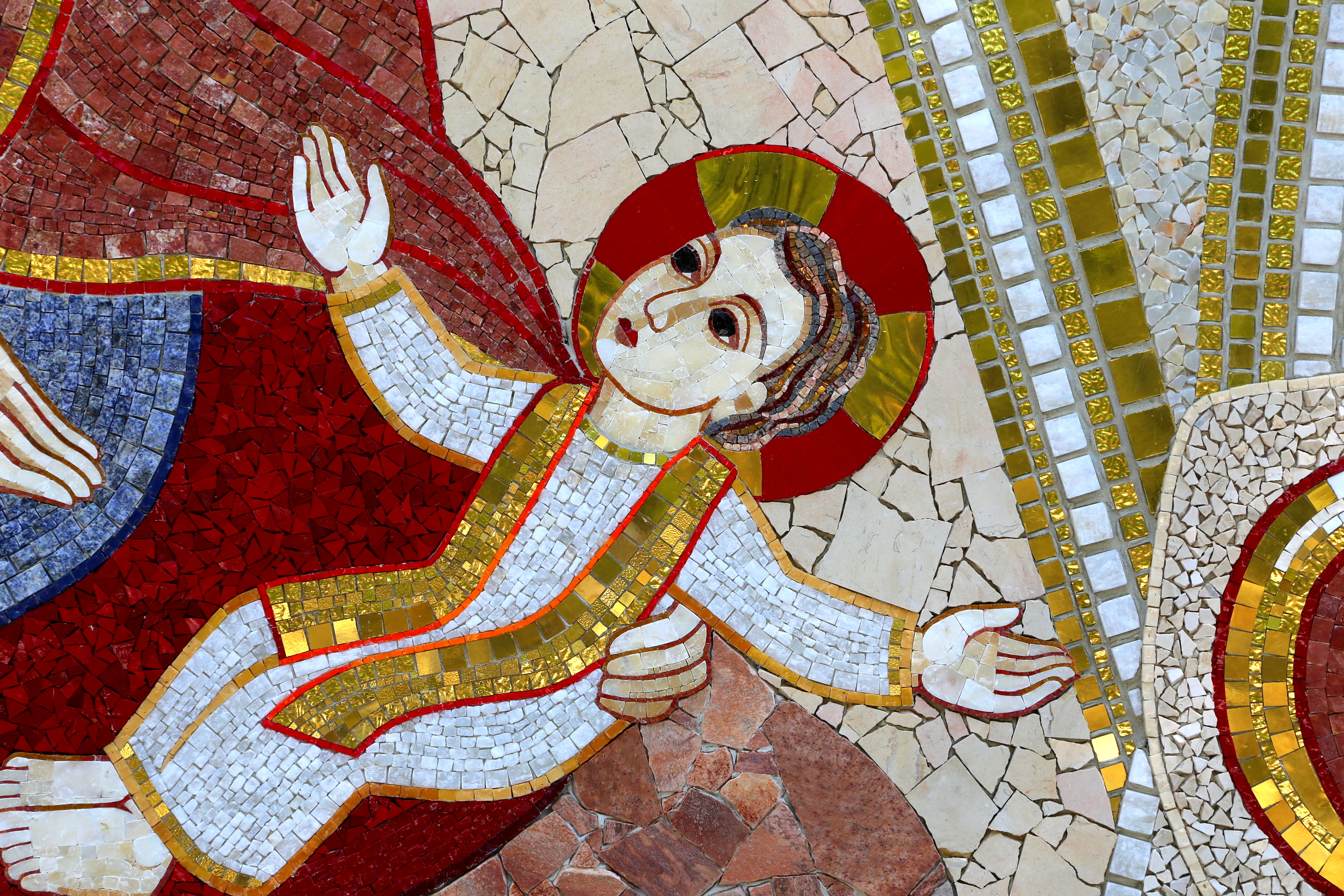
A szabadtéri oltár mozaik-részlete
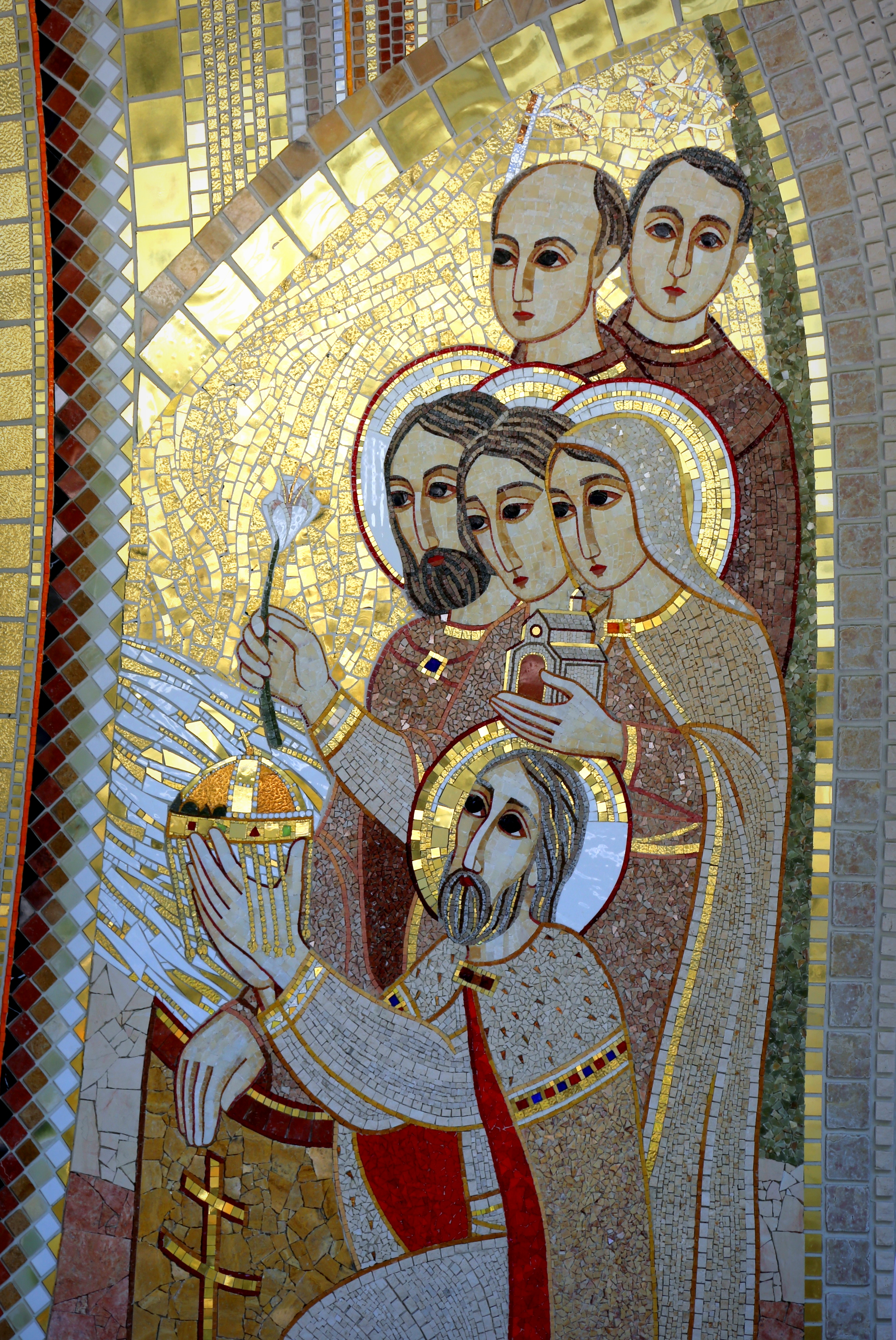
A szabadtéri oltár mozaik-részlete
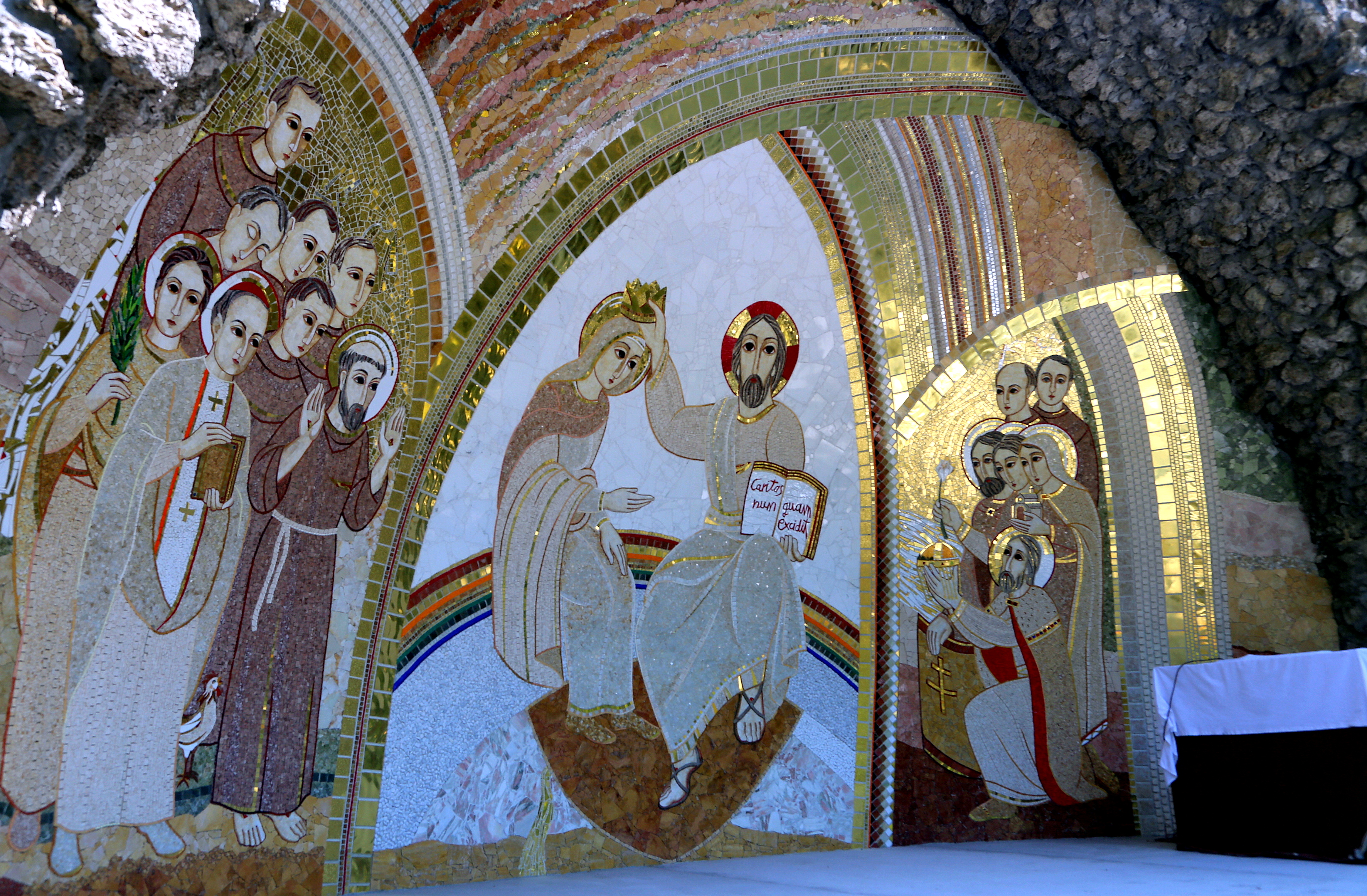
A szabadtéri oltár mozaik-részlete

## A búcsújáróhely látogatói
- Egyházmegyék katolikus hívői

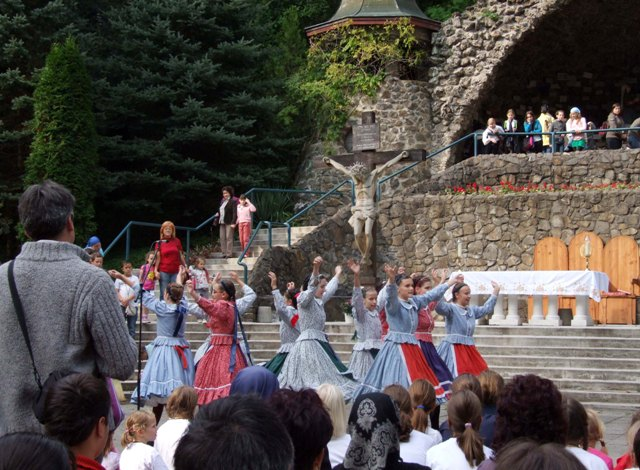
Az ide látogató katolikus iskolák esetenként műsorral készülnek

- Ferences rend országos szervezetei
- Katolikus lelkiségi mozgalmak
- Katolikus iskolák
- Lovagrendek
- Határokon átívelő baráti közösségek

## Hasznos parkolási tudnivalók a látogatáshoz
Húsvét és október 15. között, valamint a jelentősebb zarándoknapokon az év más időszakaiban is fizetős a parkolás a zarándokhelyen, tekintettel a látogatók nagy száma miatt szükséges szervezett parkoltatásra. Ennek költsége (2019-es adatok szerint) személygépkocsik számára 800 (2024-ben), mikrobuszoknak 1000, autóbuszoknak pedig 2000 forint. A koruk vagy egészségi állapotuk miatt nehezen mozgó zarándokokat szállító gépkocsik felhajthatnak ugyan a kegyhely fogadóépületéig vagy akár a zarándokházig is, de a járművet ezután ugyancsak a nagy parkoló területen kell elhelyezni, az előbbi díjszabás szem előtt tartásával. Egyéb napokon ingyenes a parkolás.